# مارك أستلي
مارك أستلي هو لاعب هوكي الجليد كندي وسويسري، ولد في 30 مارس 1969 في كالغاري في كندا.

## وصلات خارجية
- مارك أستلي على موقع دوري الهوكي الوطني (الإنجليزية)
- مارك أستلي على موقع قاعة مشاهير الهوكي (لاعب أن.إتش.أل) (الإنجليزية)
- مارك أستلي على موقع EliteProspects.com (الإنجليزية)
- مارك أستلي على موقع Eurohockey.com (الإنجليزية)
- مارك أستلي على موقع HockeyDB.com (الإنجليزية)
- مارك أستلي على موقع Hockey-Reference.com (الإنجليزية)
- مارك أستلي على موقع أوليمبيديا (الإنجليزية)